# Павлов, Василий Федотович
Василий Федотович Павлов (17 [29] декабря 1892, Лужский уезд, Санкт-Петербургская губерния — 26 июня 1941) — советский военачальник, генерал-майор (1940). Полный Георгиевский кавалер.

## Биография
Родился 17 (29) декабря 1895 года в селе Лог в семье крестьянина. Родители умерли в период 1914—1918 годов. Начал работать с детского возраста: пас скот, работал в поле. Окончил второклассную школу в селе Хредино и 2 класса учительской семинарии в городе Гатчина. В период 1913—1914 годов работал младшим плотником в Мариинском театре Санкт-Петербурга.

### Первая мировая война
В мае 1915 года В. Ф. Павлов мобилизован в Русскую императорскую армию и зачислен рядовым в лейб-гвардии Кексгольмский полк. В августе окончил учебную команду, назначен отделенным командиром. В рядах полка с декабря 1915 по октябрь 1917 года (полк входил в состав 3-й гвардейской пехотной дивизии) участвовал в боях на Северном, Северо-Западном и Юго-Западном фронтах Первой мировой войны. За боевые отличия награждён 4 Георгиевскими крестами. Был трижды ранен. Активно участвовал в революционных событиях 1917 года. 5 июля 1917 года за выступление против войны был арестован Временным правительством на непродолжительное время. В сентябре 1917 года, когда генерал Л. Г. Корнилов снял с фронта 2-й гвардейский корпус и попытался направить его на Петроград, поднял восстание в своём полку.

### Революция и гражданская война
В октябре 1917 года подпрапорщик В. Ф. Павлов сформировал из солдат своего полка отряд Красной гвардии численностью до 800 человек, который после Октябрьской революции перешёл на сторону большевиков и был переформирован в 1-й революционный Кексгольмский полк. В этом полку был избран командиром сотни, с ноября 1917 года участвовал в боях против войск Центральной Рады и войск гетмана Украины генерал-лейтенанта П. П. Скоропадского в районе Винницы и Киева. В феврале 1918 года совместно с отрядом М. А. Муравьёва участвовал во взятии Киева. Затем в том же полку исполнял должности начальника полковой школы, командира батальона и помощника командира полка.
В феврале 1918 года весь полк, в том числе и В. Павлов, добровольно вступил в Красную Армию. Участник Гражданской войны. С апреля 1918 года полк в составе Южного участка отрядов завесы вёл боевые действия против германских войск, а после их прекращения — охранял демаркационную линию между советскими и германскими войсками. С 2 декабря 1918 года — командир 1-го революционного Кексгольмского полка. В начале января 1919 года полк передан в 12-ю стрелковую дивизию и был переименован в 101-й стрелковый полк, Павлов оставлен его командиром, а с конца месяца одновременно исполнял обязанности начальника Хреновского боевого участка. Полк под его командованием воевал на участке железной дороги Миллерово — Лихая — Луганск против казачьих войск П. Н. Краснова. В бою 5 марта 1919 года у города Каменск был ранен, после возвращения в строй во главе полка вёл оборонительные бои против войск генерала А. И. Деникина на реке Дон, участвовал в Воронежско-Касторненской, Донбасской, Ростово-Новочеркасской, Северо-Кавказской операциях. В бою под Батайском 26 января 1920 года был контужен. С апреля 1920 года полк с дивизией был переброшен на Западный фронт и в составе 15-й и 4-й армий участвовал в боях против польских армий, где В. Павлов был ещё дважды ранен. С октября 1920 года полк воевал на Южном фронте против генерала П. Н. Врангеля. После окончания боевых действий в Крыму полк был переброшен в Подольскую губернию для борьбы с остатками петлюровских войск и многочисленными бандами. В январе 1921 года назначен председателем Чрезвычайной тройки по борьбе с бандитизмом в Ольгопольском уезде. 17 февраля 1921 года при ликвидации банды Заболотнева был ранен. Всего в боях получил пять ранений.
В 1917—1922 годах и с 1929 года — член ВКП(б).

### Межвоенный период
С марта 1921 года — командир 184-го отдельного пограничного батальона, который в районе Тирасполя для охраны румынской границы. С февраля 1922 года — помощник командира 3-го отдельного железнодорожного полка войск ВЧК, но через месяц переведён в 24-ю Самаро-Симбирскую Железную стрелковую дивизию Украинского военного округа: помощник командира 214-го стрелкового полка, помощник командира и врид командира 215-го стрелкового полка, с июля 1922 — командир батальона 72-го стрелкового полка. В октябре 1922 года назначен председателем Чрезвычайной тройки по ликвидации бандитизма в Подольской губернии и до марта 1923 года вёл бои против банд (особенно крупной была банда Гольчевского под Могилёвым-Подольским. С марта 1923 года — помощник командира 70-го стрелкового полка. С ноября 1923 года — командир 71-го стрелкового полка 24-й территориальной дивизии (в июне 1924 полк переименован в 287-й стрелковый 96-й стрелковой дивизии) Украинского ВО. С декабря 1924 по октябрь 1926 — командир батальона 68-го Ахтырского стрелкового полка 23-й стрелковой дивизии. Затем направлен на учёбу.
В августе 1927 года окончил курсы «Выстрел», затем вернулся в полк на прежнюю должность. С декабря 1928 — помощник командира 240-го стрелкового полка по хозяйственной части, с июля 1929 — помощник командира 68-го стрелкового полка по строевой части, с марта 1931 года — командир 68-го Ахтырского стрелкового полка 23-й стрелковой дивизии Украинского ВО.
21 июля 1937 года назначен командиром 23-й стрелковой дивизии. В сентябре 1939 года принимал участие в Польском походе РККА. В начале июня 1941 года 23-я стрелковая дивизия 16-го стрелкового корпуса 11-й армии дислоцировалась в Двинске, 17 июня 1941 года начала передислокацию на границу, в район Козлова Руда.

### Великая Отечественная война
Великая Отечественная война застала дивизию на марше, к вечеру 22 июня В. Ф. Павлов был в штабе 11-й армии, где получил приказ оборонять Каунас, прикрывая отход 16-го стрелкового корпуса.

— Костьми лягу, а задачу Военного совета выполню! — вытянулся во весь свой громадный рост генерал Павлов. — Будем драться до последнего.— Агафонов В. П. Неман! Неман! Я — Дунай!
В ходе Прибалтийской стратегической оборонительной операции в ночь на 23 июня 1941 года дивизия Павлова заняла оборону по реке Невяжа, но днем 23 июня, в связи с обходом противника с флангов, начала отход к Каунасу и далее на восток, затем заняла оборону в 17 километрах восточнее города. Вскоре 23-я стрелковая дивизия получила приказ отбить Каунас, смогла продвинуться вперед на 15 километров и взять Кармелаву. 26 июня генерал Павлов лично повёл свои войска в атаку, но во время боя был убит пулемётной очередью. Сразу после его смерти дивизия получила приказ на отступление.
После войны останки В. Ф. Павлова были захоронены в Каунасе на воинском кладбище.

## Воинские звания
- рядовой (май 1915)
- ефрейтор (август 1915)
- младший унтер-офицер (1916)
- старший унтер-офицер (1916)
- фельдфебель (1917)
- подпрапорщик (15.09.1917)
- полковник — 29.01.1936
- комбриг — 17.02.1938
- генерал-майор — 04.06.1940

## Награды
- орден Ленина (31.08.1941, посмертно)
- орден Красного Знамени (1922)
- орден Красной Звезды (22.02.1938)
- медаль «XX лет РККА» (22.02.1938)
- Георгиевские кресты 1-4 степеней

## Память
- В деревне Щир установлен памятный знак генерал-майору Василию Федотовичу Павлову.
- Генерал-майор Василий Федотович Павлов — один из героев повести Виктора Кокосова «Операция „Русская прививка“», посвящённой героизму бойцов и командиров Красной Армии в 1941 году[7][8][9].

## Комментарии
1. ↑  Село Лог находилось у восточной границы Щирского погоста[3] (позднее — деревни Щир[4]) в Лужском уезде; ныне оба населённых пункта объединены под названием Щир в Струго-Красненском районе Псковской области.
2. ↑  В источниках местом гибели указываются также: деревня Смильгяй Ионавского района[1], Ионава[6].